# Comuna de Połczyn-Zdrój
Połczyn-Zdrój (polaco: Gmina Połczyn-Zdrój) é uma gminy (comuna) na Polónia, na voivodia de Pomerânia Ocidental e no condado de Świdwiński.
De acordo com os censos de 2005, a comuna tem 16.155 habitantes, com uma densidade 417,0 hab/km².

## Área
Estende-se por uma área de 343,71 km².